# Contracte d'assegurança

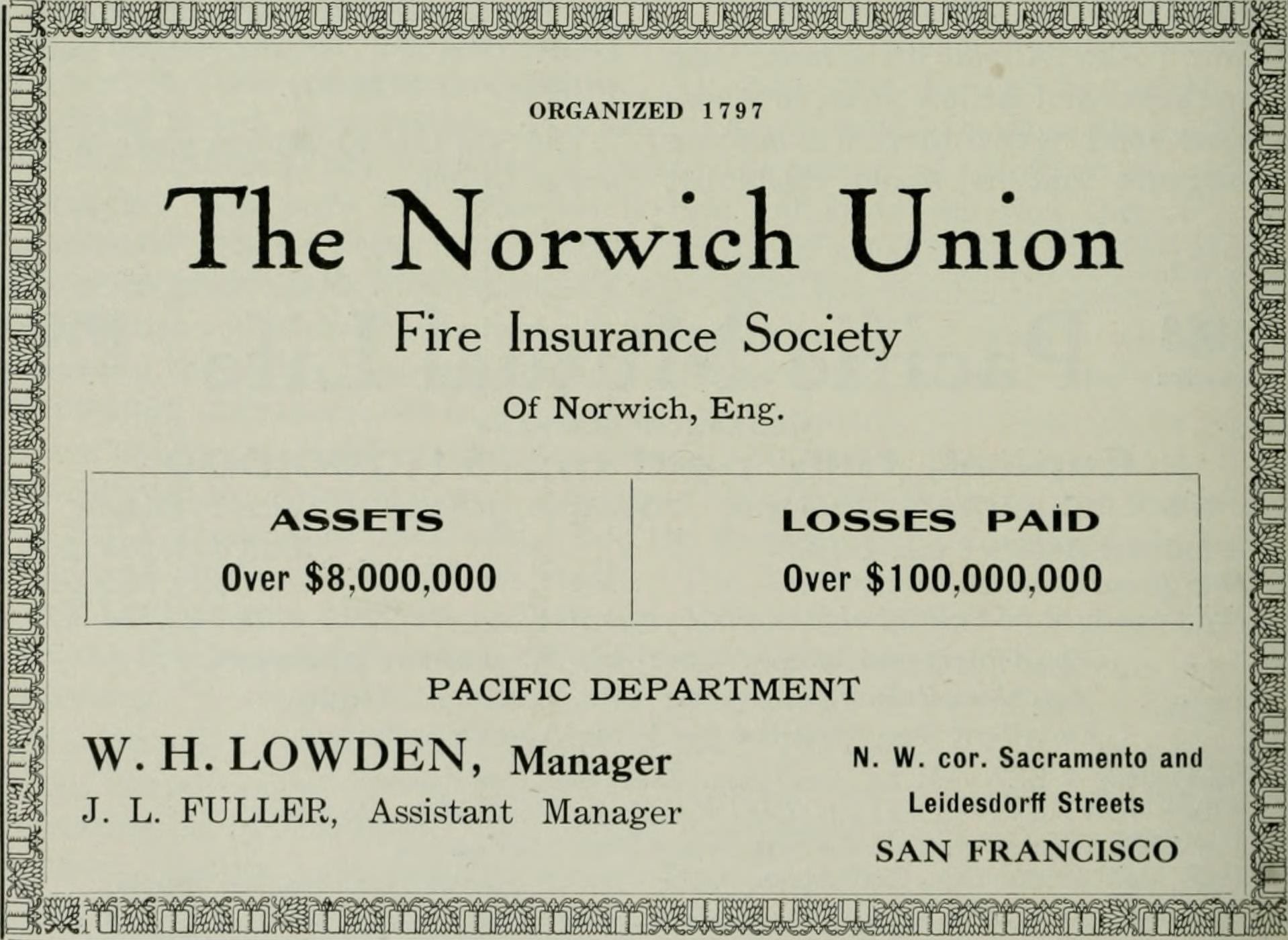
Anunci de la companyia d'assegurances contra incendis Norwich Union, que mostra la quantitat d'actius en cobertura i l'assegurança pagada (1910)

Un contracte d'assegurança és un contracte pel qual l'assegurador (companyia d'assegurances) garanteix la cobertura d'un risc, amb el cobrament d'una prima per part de qui la contracta (prenedor). En cas que es produeixi el fet, el risc del qual és objecte de cobertura, l'assegurador es compromet a indemnitzar, dins dels límits pactats, el dany produït a l'assegurat o satisfer un capital, una renda o altres prestacions convingudes.
De l'essència del contracte hi ha dos elements fonamentals, l'empara del risc per l'assegurador i el pagament de la prima per qui sigui el titular de l'interès que s'assegura, de forma que l'ocurrència del sinistre de la manera com preveu el contracte, fa néixer per a l'assegurador l'obligació de compensar o indemnitzar l'assegurat o el beneficiari.
Els contractes d'assegurança es divideixen en dos grans grups: les assegurances de persones i les assegurances contra danys. La diferència essencial rau en el fet que en les primeres l'assegurador paga un capital determinat fixat per endavant (o una renda) i en les assegurances de danys o coses assumeix pagar una indemnització per raó del dany (sinistre) realment patit.
El contracte d'assegurança és l'acord que es forma entre l'assegurador i el client assegurat, en tant que la pòlissa és el document on s'especifiquen totes les dades, condicions i cobertures, que firmen tant l'empresa asseguradora com el prenedor de l'assegurança a l'inici del contracte i que en demostra la seva existència. La durada del contracte ha d'estar indicada en les condicions de la pòlissa. Habitualment els contractes són anuals i contenen una clàusula de renovació automàtica.
La pòlissa generalment consta de tres parts: les condicions generals (clàusules comunes a totes les pòlisses del mateix tipus d'assegurança o ram), condicions particulars (clàusules específiques per a l'assegurança en qüestió) i les condicions especials, si s'escau, que matisen allò que disposen les dues anteriors (les quals es destacaran de manera especial en el condicionat, i han de ser específicament acceptades per la persona prenedora de l'assegurança).

## Història

### Des de l'Antiguitat
Els primers mètodes de transferència de riscos que es coneixen són els dels babilonis, des del II mil·lenni aC. El sistema desenvolupat es reprèn en el Codi d'Hammurabi. Si un marxant demanava un préstec per efectuar un transport, pagava una suma suplementària al prestador. El préstec no s'havia de reemborsar si robaven la mercaderia.
Mil anys més tard, els habitants de  Rodes inventen la mútua. Els marxants els béns dels quals arriben a destinació reemborsen aquells altres marxants els béns dels quals han estat destruïts per una tempesta.
Els grecs i els romans introdueixen l'assegurança de salut i l'assegurança de vida. Les guildes de l'edat mitjana fan un paper similar, participant en les despeses de les exèquies dels seus membres morts.
L'assegurança es fa més complexa a Europa després del Renaixement.

### Les bases modernes després del s. XVII
A final del s. XVII, la importància creixent de Londres com a centre de comerç provoca la demanda creixent de les assegurances marítimes. Edward Lloyd obre una taverna que esdevé una referència per als mariners i els noliejadors i també una font d'informació sobre el món marítim. Es converteix en un lloc de trobada per a qui busqui assegurar els seus vaixells i qui en proposi una cobertura.
Avui encara, el Lloyd's de Londres ocupa el lloc més alt de l'assegurança marítima.
En el sentit modern, l'assegurança remunta al gran foc de Londres de 1666, que va destruir 13.200 indústries. Després de l'incendi Nicholas Barbon obre un despatx per assegurar les indústries.
Als EUA, la primera companyia es va crear el 1732. Benjamin Franklin és el primer, a través de Philadelphia Contributionship for the Insurance of Houses from Loss by Fire, que inventa la prevenció, refusant d'assegurar les cases per a les quals el risc d'incendi és massa fort.

## Concepte de contracte d'assegurança
Per fer front d'una forma activa als riscos que amenacen a les persones i als seus béns es poden buscar solucions que permetin evitar o reduir els efectes perjudicials. D'aquí sorgeixen les tècniques de prevenció, que, tot i això, en molts casos no han permès la desaparició total dels riscos. D'aquí venen els mecanismes de desplaçament dels riscos cap a altres persones o entitats. Es pot fer d'una forma mutualista, amb l'associació de diferents persones exposades al mateix risc, quan una de les quals està exposada al sinistre, la resta contribueix a la seva reparació o bé traspassant el risc a algú altre que a canvi d'un preu està disposat a assumir-lo completament o en la proporció pactada. Al voltant d'aquests elements es formula el concepte econòmic d'assegurança, amb el fet de l'existència d'un risc, o esdeveniment econòmic pel subjecte que s'assegura i una transferència del risc a l'assegurador.
La funció de l'assegurança es pot considerar, doncs, com un mecanisme de transferència del risc, un mecanisme de dispersió del risc o fins i tot un mecanisme de transformació del risc. La visió tradicional considera l'assegurança com un mecanisme de transferència de riscos, on el prenedor de l'assegurança transfereix el risc del qual podria ser una pèrdua financera catastròfica. En el cas de produir-se aquesta pèrdua, les conseqüències es transfereixen del prenedor de l'assegurança a l'assegurador. Una visió més realista és la que té en compte la posició a llarg termini. El prenedor està repartint el risc. En qualsevol període de la pòlissa contractada el risc es transfereix, ja que si hi ha un sinistre, probablement serà superior a la prima pagada, però caldria analitzar més enllà del període anual, es renovarà la cobertura al venciment, establint-se en general una relació a llarg termini amb l'assegurador. Per tant, és evident que, posem el cas de l'assegurança d'automòbils, la majoria dels assegurats a llarg termini aportaran més en primes que no pas en sinistres, si no fos així, les asseguradores es veurien abocades a la insolvència. En el cas puntual que els pagaments de sinistres rebuts fossin superiors a l'import de les primes pagades no s'hauria produït cap transferència del risc, sinó un repartiment del risc distribuït durant els anys en quotes anuals assequibles.

### Condicions perquè els riscos siguin assegurables.
Per ser assegurables els riscos han de complir una sèrie de condicions, han de ser:
- Possible, ha d'existir una probabilitat que el fet del risc es pugui produir, en cas contrari l'asseguradora estaria cobrant per una contraprestació que no li correspondria
- Incert o aleatori, la possibilitat del sinistre ha de ser incerta o en el cas de ser certa (com pot ser una assegurança de vida), a la vegada aleatòria, com que no se sap quan es produirà.
- Lícit, només assegurables riscos suportats en operacions no contràries a l'ordenament legal.
- Fortuït, el sinistre ha de ser independent de la voluntat humana, si no fos així i s'assegura un acte voluntari suposaria donar cobertura a un frau. Un incendi intencionat seria un cas on l'asseguradora quedaria exempta d'indemnitzar pels danys.
- Mesurable, el risc ha de ser mesurable en termes econòmics.
- Concret, que hi hagi un grup de riscos similars que puguin assegurar-se, homogeni qualitativament i quantitativa. En el cas d'un habitatge, dependrà de la localització, superfície i altres característiques identificables.[9]

## Elements formals del contracte d'assegurances
El procés de formalització del contracte d'assegurança està format per una sèrie de fases representades per uns determinats documents. En el cas que sigui el client qui demana condicions per formalitzar una assegurança ho faria mitjançant la sol·licitud d'assegurança, imprés editat pel propi assegurador, que generalment és un qüestionari on el futur prenedor facilita tota la informació necessària per tal que l'asseguradora pugui decidir si el risc és acceptable o no, en quines condicions i poder determinar el preu de la prima. Aquesta sol·licitud no vincula a cap de les dues parts, ni, per tant, al sol·licitant, tot i que les declaracions que hagi fet a la sol·licitud són responsabilitat seva, es basa en la bona fe i podrien suposar anul·lació del contracte posterior, en cas d'incloure dades falses, és el que s'anomena declaració exacta del prenedor. Una vegada examinada pels subscriptors, l'assegurador pot refusar el risc o bé fer una oferta al sol·licitant, el que s'anomena proposta d'assegurança amb les característiques i condicions de cobertura del risc i la prima o preu, compromet l'assegurador en les condicions segons les quals estigui redactada l'oferta en un període de quinze dies, segons la legislació espanyola. A la pràctica, la proposta és habitual en riscos industrials o de complexitat de contractació elevada, en tant que per les assegurances pel mercat de masses, com automòbils, llar, no és habitual la proposta, sinó que, una vegada rebuda la sol·licitud, l'asseguradora emet la pòlissa si el risc és acceptable.
La fase d'estudi per part de l'entitat asseguradora, és la fase de selecció de riscos per valorar, classificar i decidir si s'accepta assegurar el risc. En l'àmbit global, una correcta selecció de riscos, implica un aspecte molt important en la gestió d'una asseguradora, amb les implicacions de solvència que comporta. Amb eines com les variables de freqüència i nivell de risc, segona la seva naturalesa la companyia determinarà si el risc és susceptible de ser assegurat, seguint criteris d'eficiència i rendibilitat.

### Característiques del contracte d'assegurances
El contracte d'assegurances és el suport jurídic del desplaçament de risc de la persona física o jurídica exposada al risc, cap a l'assegurador, mitjançant el pagament de la prima. Aquesta cessió del risc recau doncs sobre l'entitat asseguradora que ha recollit prou recursos econòmics mitjançant les primes cobrades a tots els assegurats exposats, per poder suportar les pèrdues ocasionades. Les principals característiques del contracte d'assegurances són:
- Es tracta d'un contracte substantiu, independent i autònom de qualsevol altre, el contracte d'assegurances reflecteix l'obligació de l'assegurador de cobrir les conseqüències del risc.[8]
- Onerós, produeix prestacions recíproques entre les parts, de forma que estableix obligacions de tipus econòmic a cadascuna de les parts. Pel prenedor, al pagament de la prima i per l'assegurador a indemnitzar, amb els límits pactats, en cas de sinistre.
- Aleatorietat del contracte, les prestacions depenen de l'atzar i es tracta d'un cas singular on l'asseguradora no sap si es produirà ni quan haurà de fer-les efectives ni el possible cost d'aquestes.
- Contracte d'adhesió, en la mesura que l'assegurat se sotmet a les condicions generals establertes per l'assegurador.
- Contracte de bona fe, en el que les parts han de comportar-se amb lleialtat recíproca. L'existència de la contractació en massa per part de l'asseguradora, unida al fet que l'estimació i valoració del risc es faci a través de la declaració de l'assegurat significa que l'assegurador haurà de posar especial èmfasi en l'elaboració de les clàusules del contracte, amb redacció clara i precisa pels assegurats, que també hauran de tenir uns deures específics en la mateixa declaració del risc.[10]

## Organització del sector econòmic

### Solvència dels asseguradors
Per mantenir la solvència, una companyia d'assegurança ha de poder pagar el conjunt de sinistres que els assegurats patiran. Com que l'import total desconegut per definició, les companyies d'assegurança comencen per «mutualitzar» els riscos. Aquest mecanisme tendeix a reduir la variabilitat de les pèrdues. L'import de les pèrdues probables (augmentat per un marge de seguretat, i despeses de gestió de la companyia) el cobreixen els assegurats (prima).
Els diners que es recullen així no es tornen immediatament a l'assegurat, sinó que es poden invertir, de manera que aporten una font de recursos suplementaris. Aquesta suma és particularment important en les branques de desenvolupament a llarg termini (per exemple en la responsabilitat civil), on el sinistre quan sobrevé no s'indemnitza fins molt anys després de la percepció de la prima. En les branques de desenvolupament a curt termini, aquesta font de recursos no té tanta importància.
L'assegurador és des d'aleshores capaç d'afrontar una situació de sinistralitat habitual. De tota manera es comprèn fàcilment que si un risc afecta simultàniament un gran nombre d'assegurats (intempèries, catàstrofe natural, etc.) els diners que ha de pagar l'assegurador poden reduir considerablement les seves perspectives de guanys i eventualment excedir les seves capacitats financeres. És el cas, per exemple, que hagi de desbloquejar els havers bloquejats per socórrer les víctimes d'una tempesta. L'assegurador podrà augmentar l'import de les primes a fi de reconstituir el capital consagrat a les indemnitzacions.
A fi d'afrontar els sinistres excepcionals els asseguradors poden reassegurar (amb la suposada franquícia de la seva part) els seus propis riscos en companyies especialitzades; es denomina reassegurança.

## Tipus de contractes d'assegurança
Els tipus de contractes d'assegurances més comunes són els contractes d'assegurança de vida i els d'assegurança de dany i perjudici. Es distingeix entre els contractes d'assegurança de persones i els d'assegurança de vida. La classificació legal bàsica de les assegurances diferencia:
- Assegurança contra danys
- Assegurança de persones

Les assegurances contra danys també poden ser:
- Assegurança d'incendis
- Assegurança contra robatori
- Assegurança de transports terrestres
- Assegurança de lucre cessant
- Assegurança de caució
- Assegurança de crèdit
- Assegurança de responsabilitat civil
- Assegurança de defensa jurídica

Algunes subvarietats serien l'assegurança de lloguer, per protegir una propietat llogada, l'assegurança multirrisc de la llar o l'Assegurança agrícola, per protegir-se de la pèrdua d'una collita.
Les assegurances de persones poden ser:
- Assegurança de vida
- Assegurança d'accidents
- Assegurança de malaltia i d'assistència sanitària
- Assegurança de decés
- Assegurança de salut

La varietat és àmplia i fins i tot es poden negociar contractes no previstos per l'asseguradora. Alguns exemples menys comuns són:
- Assegurança d'una part del cos (cames, pit, nas...)
- Assegurança d'un sorteig. Si surt premi el paga l'asseguradora i si no surt l'asseguradora ha guanyat.
- Assegurança de vehicles d'un dia de duració. Per exemple vehicles antics que es condueixen un o pocs dies l'any.
- Assegurança de títol immobiliari, també anomenat assegurança de títol. És un tipus d'assegurança creat als EUA per protegir tota mena de compravenda immobiliària o gravamen sobre immoble.

En alguns casos és obligat per la Llei tenir una assegurança, com per exemple:
- Assegurança obligatòria de vehicles.
- Assegurança de gossos considerats perillosos.
- Assegurança de caça.
- Assegurança de danys materials o de caució, contractada pel promotor d'un edifici.

En aquests casos els poders públics entenen que la perillositat de certes activitats és suficient per obligar qui les efectua a contractar una assegurança que protegeixi terceres persones dels danys que es puguin causar.
Uns altres contractes poden venir obligats per un contracte anterior. És molt habitual en una hipoteca haver d'assegurar el bé hipotecat a favor del creditor.

## Regulació
Des d'un punt de vista jurídic el Dret de l'assegurança es pot definir com el conjunt de normes que regulen les operacions d'assegurança i l'activitat asseguradora en tots els seus aspectes i manifestacions. Atenent aquesta perspectiva es pot parlar, doncs, d'un Dret públic de l'assegurança, que recull les normes sobre el control administratiu de l'assegurança i un Dret privat de l'assegurança, amb les normes que regulen el contracte de l'assegurança. El contracte d'assegurances a l'estat espanyol està regulat per la Llei 50/1980, de 8 d'octubre, on es contempla una especial protecció als assegurats, pel caràcter imperatiu de les seves normes, que només podran ser derogades en benefici de l'assegurat.
L'assegurança a tot el món té una doble funció, l'econòmica i la social:
- Funció econòmica: elimina la incertesa econòmica sobre el futur aconseguint augmentar l'eficiència, estabilitza la riquesa, combat la pobresa i estimula l'estalvi.
- Funció social: estimula la previsió, contribueix a la millora de la salut.

Sobreassegurança, infraassegurança.- El risc assegurat no pot ser notablement superior o inferior al del valor real del que s'assegura, de manera que és essencial una prudent valoració de l'objecte assegurat. En el primer cas (sobreassegurança) un cop produït el sinistre, l'asseguradora solament indemnitzarà el dany fins al valor real del que s'ha assegurat. En canvi, en el cas de la infraassegurança la cia. indemnitzarà en la mateixa proporció en què cobria l'interès assegurat: si el que es va assegurar valia 1.000 € i es va assegurar en 500 €, si es causa un dany de 500 €, n'indemnitzarà la meitat: 250 €.